# Klemens von Wolff-Metternich

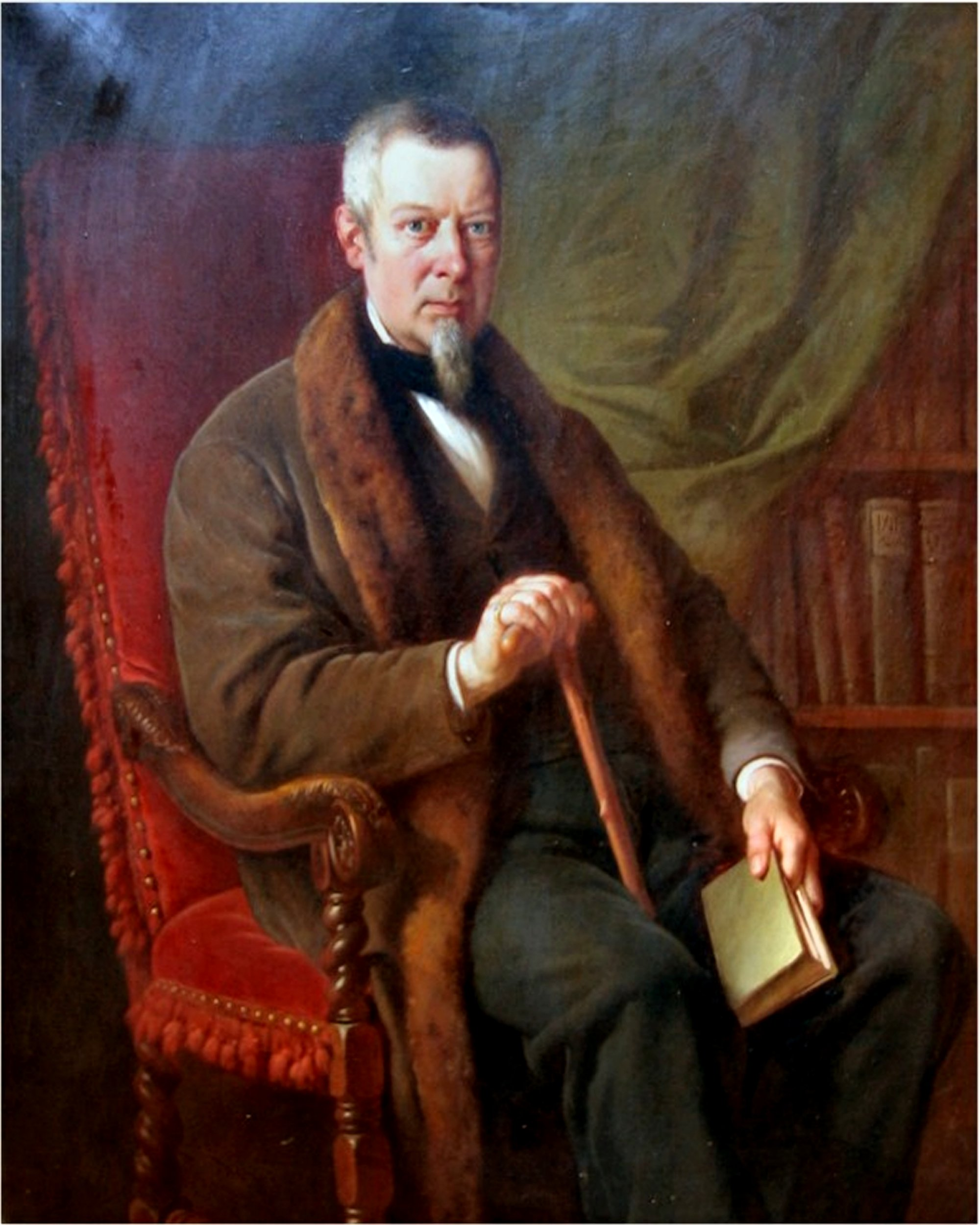
Klemens August Herrmann Freiherr Wolff genannt von Metternich

Klemens August Herrmann Freiherr Wolff genannt von Metternich (* 25. April 1803 in Wehrden; † 27. April 1872 in Wehrden) war ein deutscher Verwaltungsjurist und Oberpräsident in der Provinz Brandenburg.

## Leben
Klemens v. Wolff-Metternich entstammte dem alten rheinischen Adelsgeschlecht Wolff-Metternich. Er war katholisch und verheiratet mit Augusta geb. von Hartmann. Sein Vater Philipp war Gutsbesitzer auf Schloss Wehrden an der Weser, welches er von ihm erbte und Landrat, seine Mutter Dorothea von Haxthausen (Adelsgeschlecht) war eine Stief- und Patentante der Dichterin Annette von Droste-Hülshoff. Sein jüngerer Bruder Friedrich war Landrat des Kreises Höxter von 1845 bis 1892.
Metternich studierte Rechtswissenschaft und schlug eine Karriere im Staatsdienst ein. 1824 wurde er Auskultator am Oberlandesgericht Paderborn, 1827 Referendar in Münster und Minden und 1832 Regierungsassessor bei der Regierung Marienwerder. Etwa um diese Zeit diente er als Einjährig-Freiwilliger. 1834 wurde er Regierungsassessor in Köln und noch im selben Jahr Landrat im Kreis Paderborn. 1842 stieg er zum Vize-Regierungspräsidenten in Potsdam auf. Er übernahm 1849/50 – zur Zeit der Deutschen Revolution – das Amt des Oberpräsidenten in der Provinz Brandenburg.
1837–1841 und 1851–1858 war er Mitglied im Westfälischen Provinziallandtag für den Wahlbezirk Paderborn. 1842 bis 1848 war v. Wolff Mitglied im Vereinigten Ständischen Ausschuss in Berlin und 1847 Mitglied des Vereinigten Landtags.